# Hưng Yên Bắc
Hưng Yên Bắc là một xã thuộc huyện Hưng Nguyên, tỉnh Nghệ An, Việt Nam.
Xã Hưng Yên Bắc có diện tích 8,61 km², dân số năm 1999 là 5.050 người, mật độ dân số đạt 587 người/km².
Xã này nằm bên tuyến kênh Nhà Lê, là tuyến đường thủy đầu tiên trong lịch sử Việt Nam từ kinh đô Hoa Lư đến Đèo Ngang và được xem là tuyến đường Hồ Chí Minh trên sông vì những đóng góp cho các cuộc chiến tranh của người Việt.